# ديلان ستانلي
ديلان ستانلي (5 أغسطس 1991 في جنوب أفريقيا - ) (بالإنجليزية: Dylan Stanley)‏ هو لاعب كريكت جنوب أفريقي.

## وصلات خارجية
- ديلان ستانلي على موقع إي آس بي آن كريك إنفو (الإنجليزية)